# Schloss Lindenau

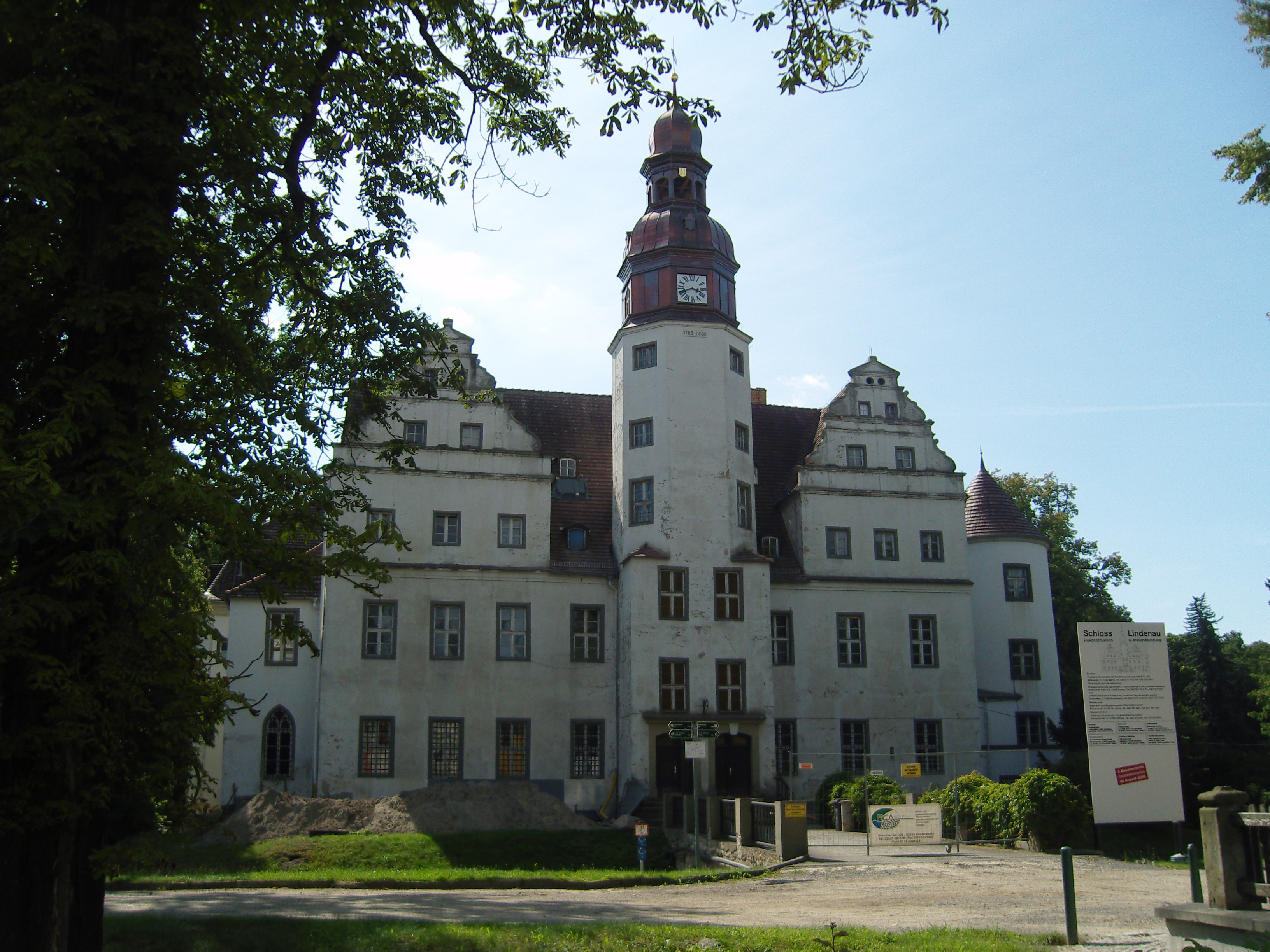
Frontseite

Das Schloss Lindenau befindet sich im südbrandenburgischen Ort Lindenau im Landkreis Oberspreewald-Lausitz. Das Renaissanceschloss ist denkmalgeschützt.

## Geschichte
Um das Jahr 1200 entstanden im Gebiet der Pulsnitz und der Schwarzen Elster Grenzschutzanlagen, denn in diesem Gebiet trafen sich die Interessen der Mark Meißen sowie der Ober- und Niederlausitz. Die damalige Burganlage in Lindenau war als Turmhügelburg auf der Oberlausitzer Seite der Pulsnitz angelegt. Auf der gegenüberliegenden Seite in der Mark Meißen entstand in Großkmehlen ebenfalls eine Anlage, aus der sich das Schloss Großkmehlen entwickelte.
Die Motte wurde zu einem gotischen Bau erweitert, dessen Reste noch an der Südseite zu sehen sind. Im Jahr 1584 ließ Loth Gotthard von Minckwitz dieses Gebäude zu einem zweigeschossigen, blockhaften Rechteckbau ausbauen. Dies war ein schlichtes Renaissanceschloss im Stil eines Festen Hauses. 1609 wurde dem Schloss ein Turm vorgesetzt. Aufgrund von Bauernunruhen in der Herrschaft erhielt das Schloss das Aussehen einer Trutzburg, das auch nach einem erneuten Umbau 1660 beibehalten wurde. Aufgrund der Unruhen war dem Schloss 1690 ein Torhaus vorgesetzt worden, das den Zugang erschweren sollte. 1709 bekam der Turm ein neues Dach, die Turmuhr wurde durch ein weiteres Fenster ersetzt. Der Schlossgarten wurde 1736 als Barockgarten durch den Herrn von Gersdorff angelegt, der im benachbarten Tettau saß. 1744 wurde der Besitz von dem sächsischen Minister Graf Heinrich von Brühl erworben. Der dritte Schlossumbau fand 1783 statt. Dabei erhielt der Turm einen neuen Helm und eine neue Laterne. Im Jahr 1790 wurde Victor Carl von Vieth (1729–1791) neuer Eigentümer, im Abkauf von Brühls vier Söhnen.
Ab 1833 war Graf Rochus Ernst zu Lynar (gräfliche Linie) Eigentümer der Anlage. Danach folgte Wilhelmine Luise Cölestine Gräfin Lynar geb. von Löbenstein, respektive bis 1886 Alexander Ernst Mandrup Fürst zu Lynar. In die erste Hälfte des 18. Jahrhunderts fiel auch die Umgestaltung der barocken Parkanlage zu einem großen Landschaftspark. Graf Alexander zu Lynar war ab 1891 Besitzer des Schlosses. Durch ihn fand der vierte Umbau statt, bei dem das Schloss im neobarocken Stil überformt wurde. Im Turm wurde 1900 zur Dorfseite wieder eine Turmuhr eingebaut. Durch Heirat der ältesten Tochter Viktoria des Diplomaten Heinrich von Redern, sie besaß mit Görlsdorf in der Uckermark bereits eine große Begüterung, mit Ernst Georg Fürst Lynar (1875–1934) kam das Schloss Lindenau Ende 1917 an die fürstliche Linie derer zu Lynar, welcher denn auch den namentlichen Zusatz Graf Redern trug. Vor 1900 beinhaltete Gut Lindenau 609 ha, Nebengut Tettau 434 ha.
1920 wurde das Schloss um zwei neobarocke Seitenflügel erweitert. Der Gartenfront wurden 1923/1924 zwei querrechteckige Seitenflügel angefügt. Dadurch wirkt das Schloss wie eine barocke Dreiflügelanlage. Deren Seitenflügel umrahmen einen Ehrenhof, von dem eine Freitreppe zu einem Balustradenumgang hinabführt. Der Umgang bildet gartenseitig die Begrenzung der Schlossinsel. Die Nordseite erhielt zur gleichen Zeit einen Rundturm mit Kegeldach. Den Gutsbetrieb führten die Besitzer selbst nicht, sondern eine Fürstlich zu Lynar, Gräflich von Redern`sche Güterverwaltung.
Bis 1945 war der älteste minderjährige Sohn, Fürst Ernst Wilhelm zu Lynar, geboren in Görlsdorf 1924, faktischer Erbe und Besitzer des Schlosses. Gegen Kriegsende diente es als Lazarett. 1945 erfolgte die Enteignung der Fürstenfamilie. Nach der Bodenreform gelangte die Anlage in den Besitz der Gemeinde und wurde von 1953 bis 1998 als Kinderheim „Paul Paulick“ genutzt. Das Objekt wurde im Anschluss entkernt. Eine Sanierung wurde begonnen, jedoch nicht abgeschlossen. Nach einem Rechtsstreit ist das Objekt seit dem 14. November 2018 wieder im Besitz der Kommune. Diese sucht seit jeher einen Investor. Das Objekt ist weiterhin leerstehend. Es werden in unregelmäßigen Abständen öffentliche Besichtigungstermine durchgeführt.

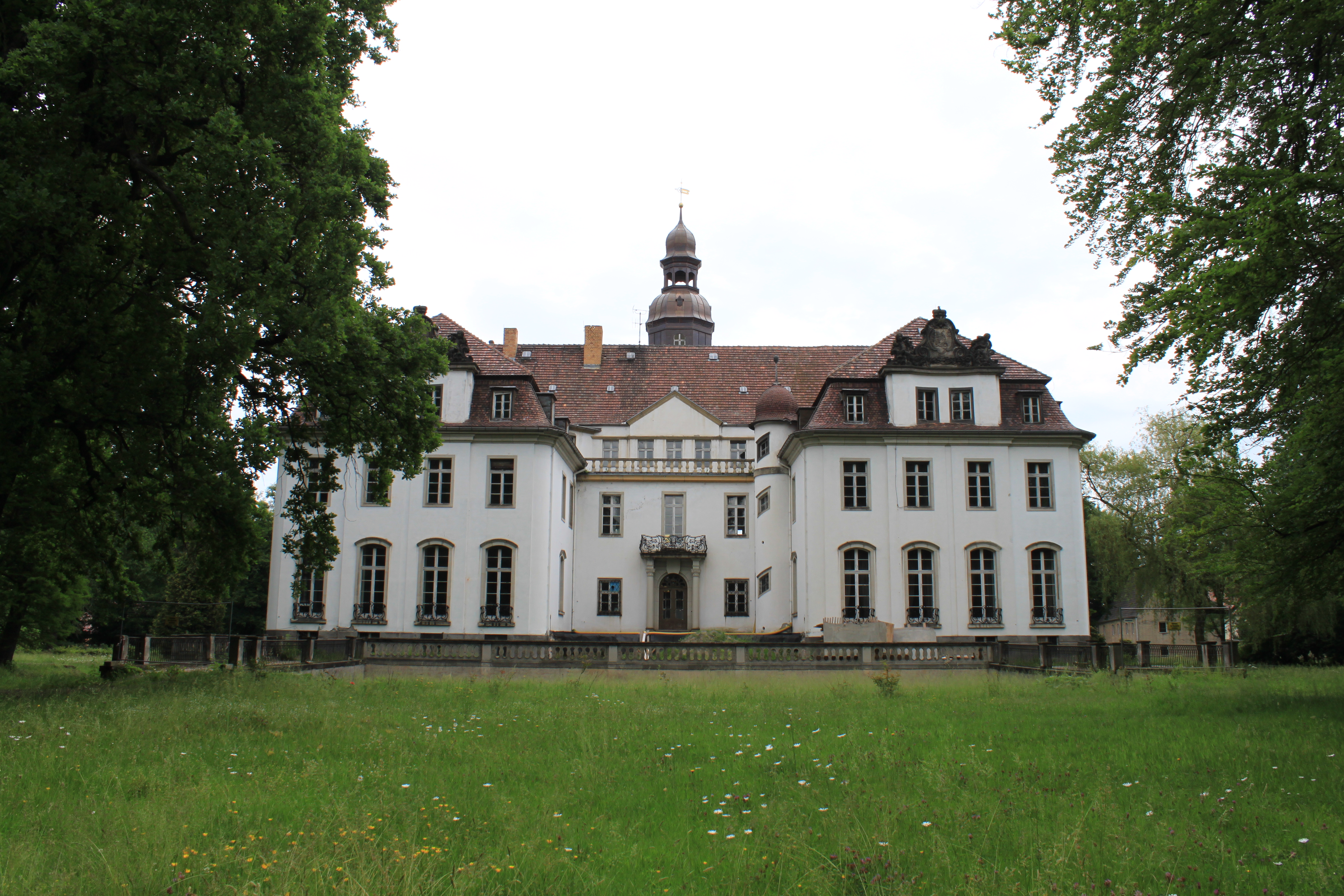
Parkseite
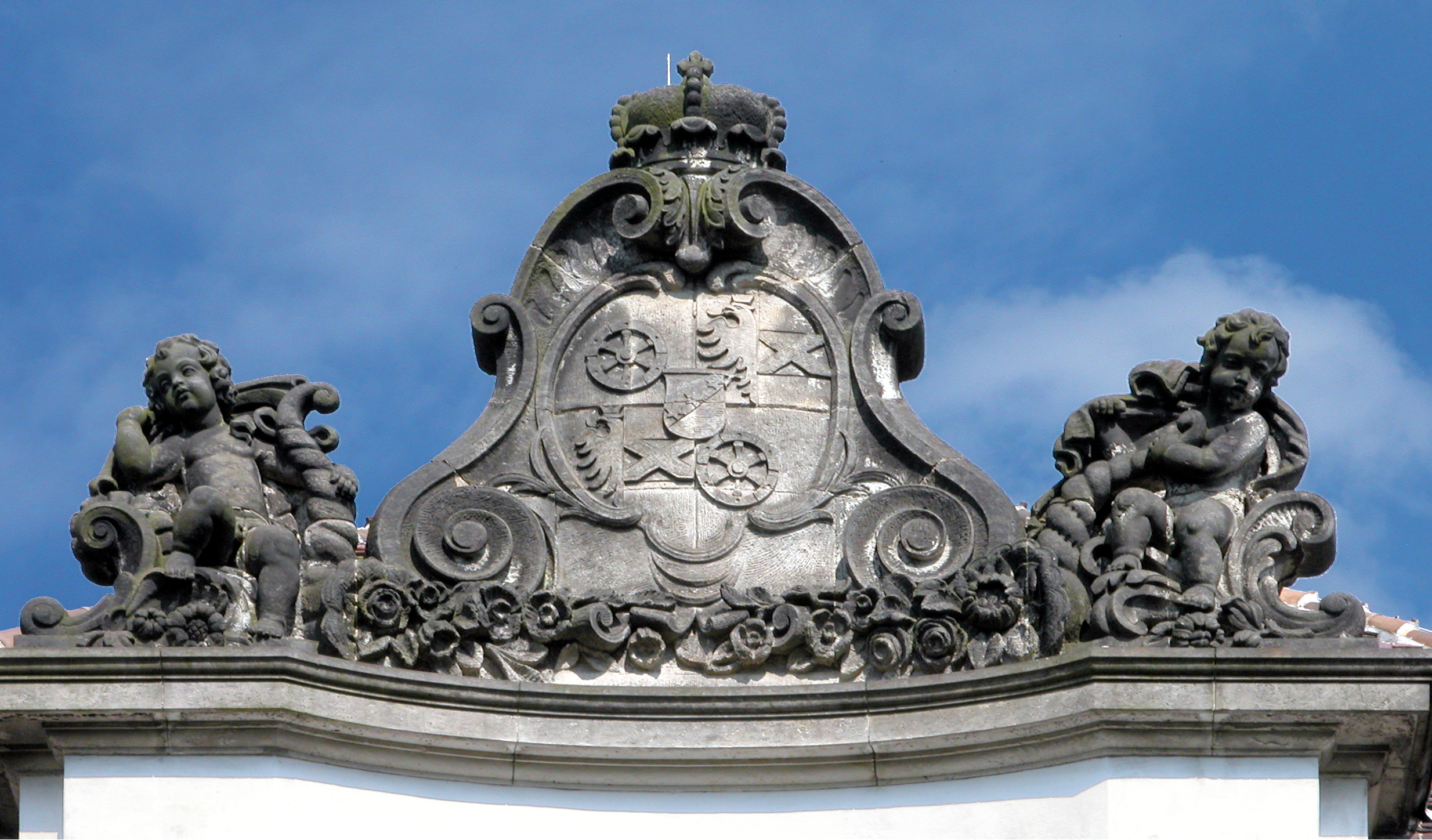
Allianzwappen
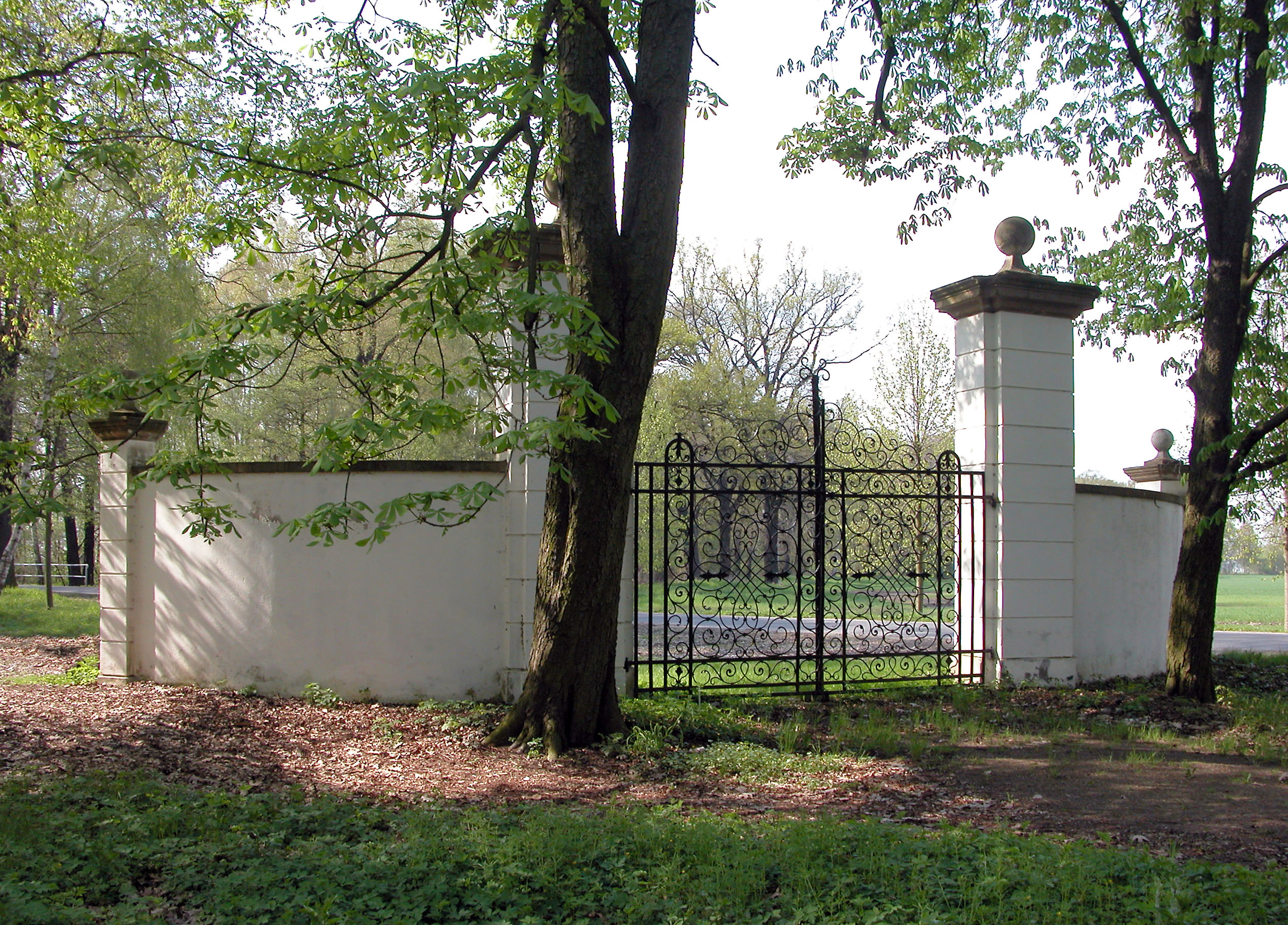
Schloßpark
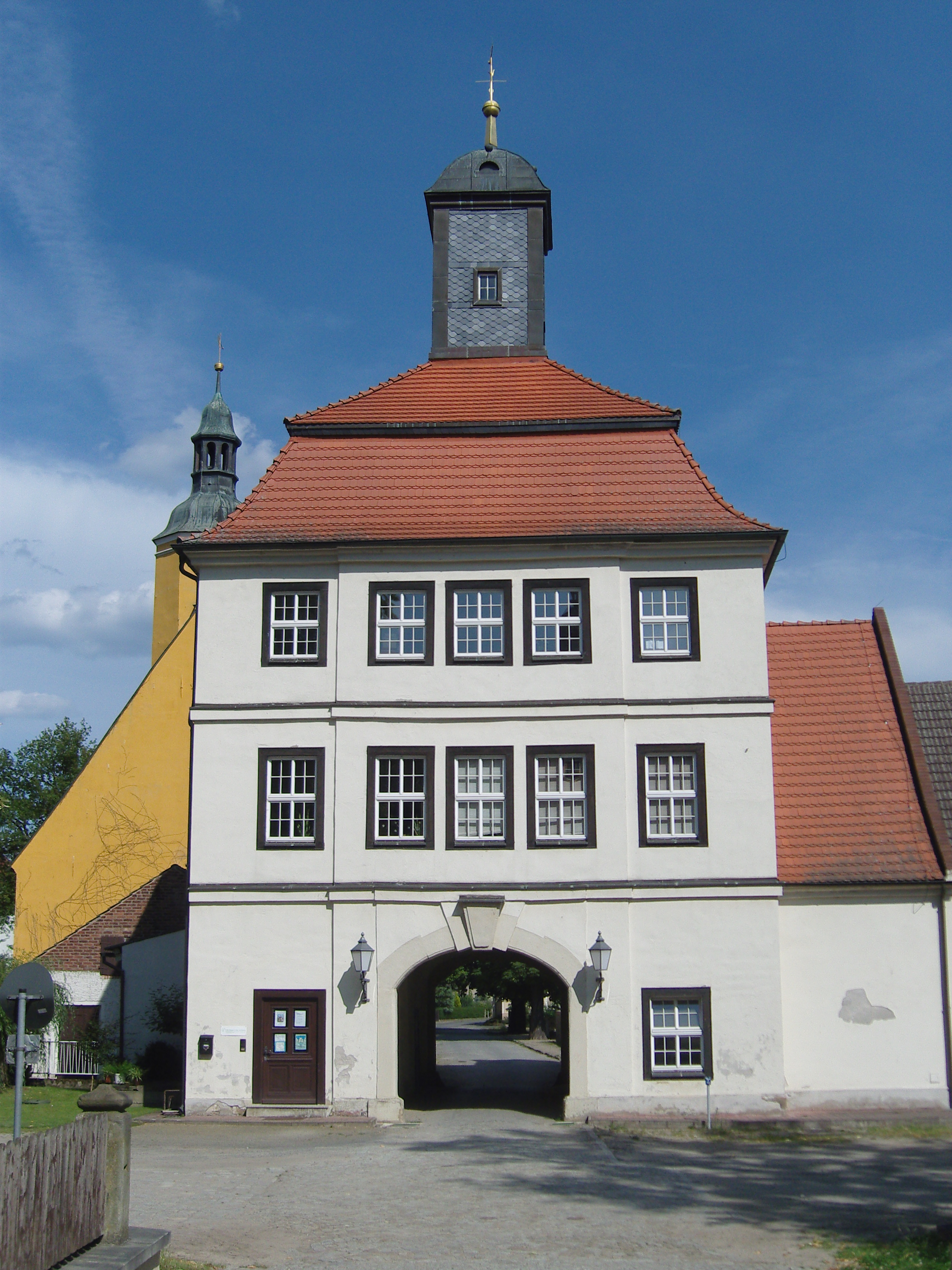
Torhaus
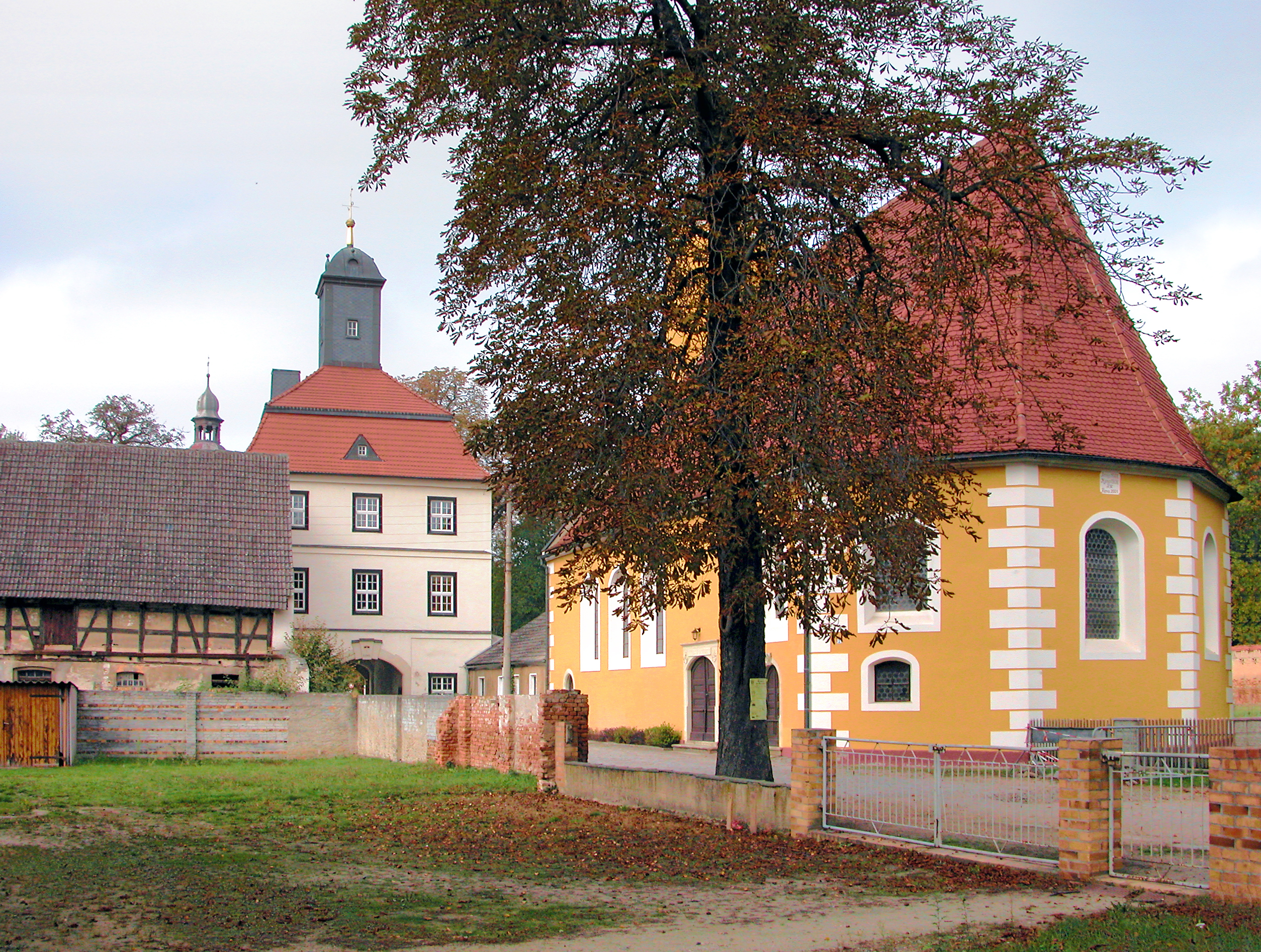
Schlosskirche Lindenau